# Григорьевка (Челябинская область)
Григо́рьевка — деревня в Каслинском районе Челябинской области России. Административный центр Григорьевского сельского поселения.

## География
Находится на северном берегу озера Анжалы, примерно в 30 км к северо-северо-востоку (NNE) от районного центра, города Касли, на высоте 255 метров над уровнем моря.

## История
Деревня была основана в середине XVIII века Н. Г. Клеопиным, на приобретённых у башкир землях. Происхождение топонима связано с именем сына основателя Григория. В 1784 году имение, включавшее в себя Григорьевку, было продано владельцу Кыштымских заводов Н. Н. Демидову, а позднее стало собственностью заводчика Л. И. Расторгуева. Основными занятиями населения деревни были земледелие, выжигание древесного угля и работа на золотых приисках.

## Население
| 2002 | 2010 |
| ---- | ---- |
| 293  | ↘243 |

Гендерный состав
По данным Всероссийской переписи в 2010 году 108 мужчин и 135 женщин из 243 человек.

## Инфраструктура
В посёлке функционируют основная общеобразовательная школа, детский сад, фельдшерско-акушерский пункт и отделение связи.

## Улицы
Уличная сеть деревни состоит из 6 улиц.